# Blanfordimys
Blanfordimys és un subgènere de rosegadors de la família dels cricètids i el gènere Microtus. Anteriorment era considerat un gènere a part.